# Кинси, Альберта

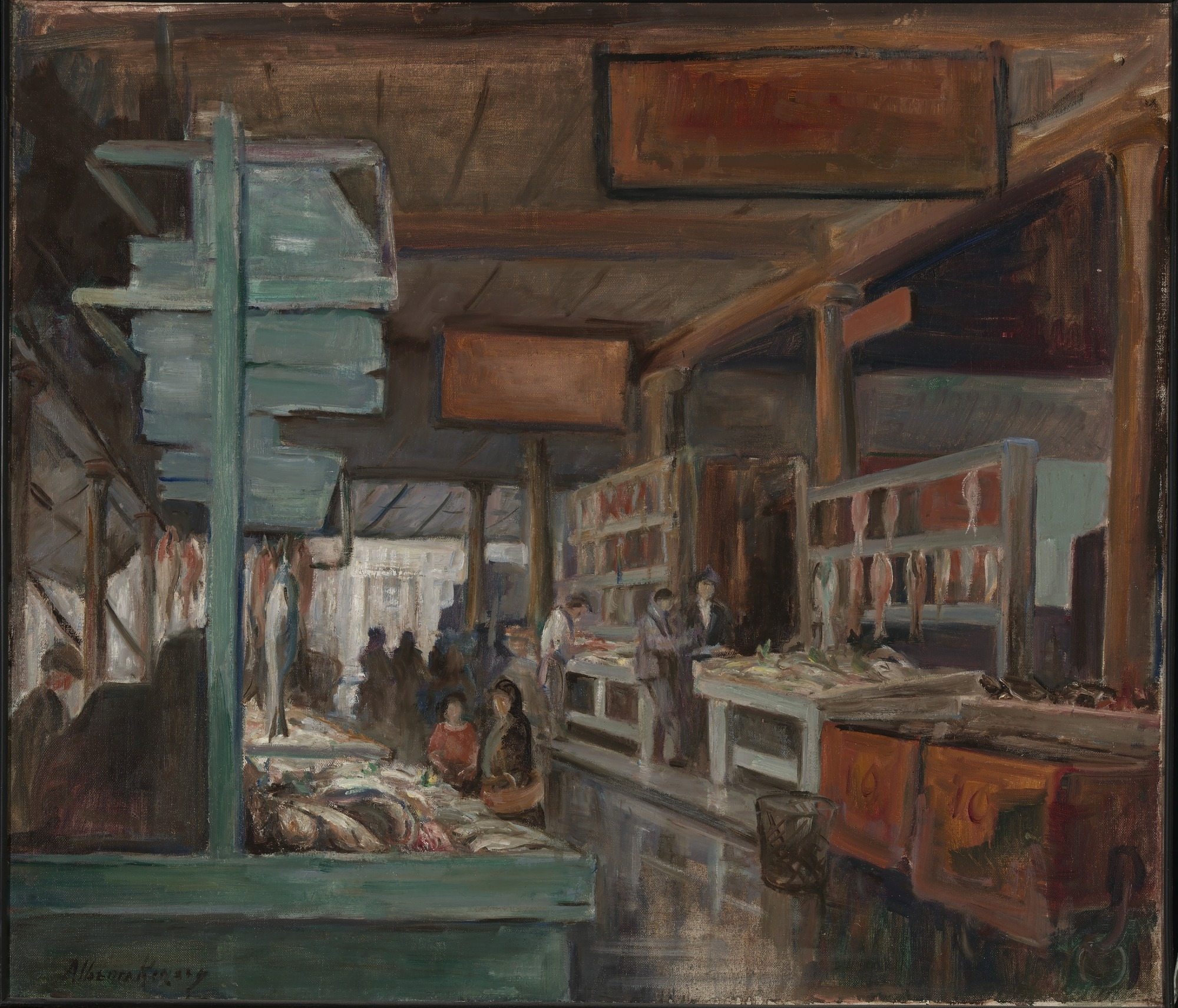
Рыбный рынок (1934), картина Альберты Кинси для Public Works of Art Project

Альберта Кинси (англ. Alberta Kinsey, 1875, Уэст-Милтон, Огайо — 23 апреля 1952, Новый Орлеан, Луизиана) — американская художница. Родилась в Уэст-Милтоне, штат Огайо, обучалась в Новом Орлеане, во Франции и Италии. Она преподавала в Уилмингтонском колледже и стала художницей во Французском квартале Нового Орлеана. Её работы можно увидеть в Смитсоновском музее американского искусства.